# رقية بنت العربي الأدوزية
السيدة رقية هي معلمة مغربية سوسية الأصل، وفقيهة مسلمة أمازيغية من إيلغ، والدها هو السيد العربي علامة جزولة في عصره، وزوجها هو الشيخ علي الدرقاوى، وابنها هو العالم والمؤرخ المغربي الكبير محمد المختار السوسي.

## حياتها
هي رقية بنت محمد بن العربي بن إبراهيم بن عبد الله بن علي بن عبد الله بن يعقوب. ولدت نحو سنة 1301 هـ، من بيت علم وصلاح بمنطقة سوس في المغرب. كانت أول معلمة للنساء في منطقة إليغ، ومهذبة البنات في دار زوجها، أخذت العلوم الدينية عن والدها وأتقنت حفظ كتاب الله في سن مبكرة. ولما زفت لبيت زوجها ركبت دابتها وهي تحمل لوحتها كدليل على أنها ماتزال طالبة للعلم؛ حيث اشترطت على زوجها أن يسمح لها بإكمال مسيرتها العلمية. کرست حياتها لبيتها وعلمها و أعطت لبلدها المغرب واحداً من أعظم رجاله حيث لم تدخر جهداً في تلقينه العلوم الدينية باللغتين الأمازيغية والعربية على حد سواء، وكذلك فعلت مع كل تلميذاتها.

### وفاتها
توفيت في 2 - 3 - 1342 هـ.

## أُنظر أيضًا
- السيدة تاكدا
- السيدة مريم الصحراوية
- محمد المختار السوسي